# Grant Holt
Grant Holt (Carlisle, 12 de abril de 1981) é um futebolista inglês que atua como atacante e atualmente defende o Wigan Athletic da Inglaterra.

## Títulos

### Clubes
Barrow
- Northern Premier League President's Cup: 2001–02

Norwich City
- Football League One: 2009–10
- Football League Championship: 2010–11

### Individuais
- Jogador do Ano do Nottingham Forest: 2006–07
- Artilheiro da Football League Two: 2008–09*
- Equipe do Ano da League Two da PFA: 2008–09
- Jogador do Ano do Shrewsbury Town: 2008–09
- Equipe do Ano da League One da PFA: 2009–10
- Jogador do Ano do Norwich City: 2009–10, 2010–11
- Equipe do Ano da Championship da PFA: 2010-11

(* junto com Simeon Jackson)